# Calophya californica
Calophya californica är en insektsart som beskrevs av Schwarz 1904. Calophya californica ingår i släktet Calophya och familjen Calophyidae. Inga underarter finns listade i Catalogue of Life.